# Окпорылькы
Окпорылькы (устар. Акпорый-Кы) — река в России, протекает по территории Красноселькупского района Ямало-Ненецкого автономного округа. Высота истока 108 метров над уровнем моря. Устье реки находится в 1117 км по левому берегу реки Таз на высоте 60 метров. Длина реки составляет 25 км.

## Данные водного реестра
По данным государственного водного реестра России относится к Нижнеобскому бассейновому округу, водохозяйственный участок реки — Таз, речной подбассейн реки — Подбассейн отсутствует. Речной бассейн реки — Таз.
По данным геоинформационной системы водохозяйственного районирования территории РФ, подготовленной Федеральным агентством водных ресурсов:
- Код водного объекта в государственном водном реестре — 15050000112115300063730
- Код по гидрологической изученности (ГИ) — 115306373
- Код бассейна — 15.05.00.001
- Номер тома по ГИ — 15
- Выпуск по ГИ — 3